# Sterculia excelsa
Sterculia excelsa är en malvaväxtart som beskrevs av Carl Friedrich Philipp von Martius. Sterculia excelsa ingår i släktet Sterculia och familjen malvaväxter. Inga underarter finns listade i Catalogue of Life.